# دهستان کاری‌پی
کاری‌پی (در گذشته: جلال ارزک)، دهستانی است از توابع بخش لاله‌آباد شهرستان بابل در استان مازندران در شمال ایران. شغل اصلی ساکنین روستاهای کاری‌پی کشاورزی و محصول اصلی آن برنج است. بخشی از جاده جدید بابل به آمل از این دهستان می‌گذرد.

## تقسیمات کشوری
این دهستان، در سال ۱۳۶۶ به مرکزیت زرگرمحله ایجاد شده و شامل پنجاه و یک آبادی و یک شهر است.

## جمعیت
براساس سرشماری سال ۱۳۹۵ جمعیت آن ۲۷۸۲۸ نفر (۹۲۰۶ خانوار) بوده‌است. سه مرکز مهم جمعیتی آن (بر اساس سرشماری سال ۱۳۹۵) به شرح زیر می‌باشد.
1. زرگرمحله
2. امین‌آباد
3. برسمنان